# Gymnodoris ceylonica
Gymnodoris ceylonica (Kelaart, 1858) è un mollusco nudibranco appartenente alla famiglia Gymnodorididae.

## Descrizione
Corpo bianco traslucido o opaco, con punti arancio-rossi caratteristici. Ciuffo branchiale bianco, con strisce arancio-rosse. Rinofori bianchi, con punta arancio. Piede bianco traslucido, orlato di arancio.

## Biologia
Si nutre di alcune specie di eterobranchi (ad esempio Stylocheilus longicauda), ma è a sua volta vittima di membri dello stesso genere (ad esempio G. citrina) che praticano il cannibalismo.

## Distribuzione e habitat
Mar Rosso, Indo-Pacifico.